# Silvaner

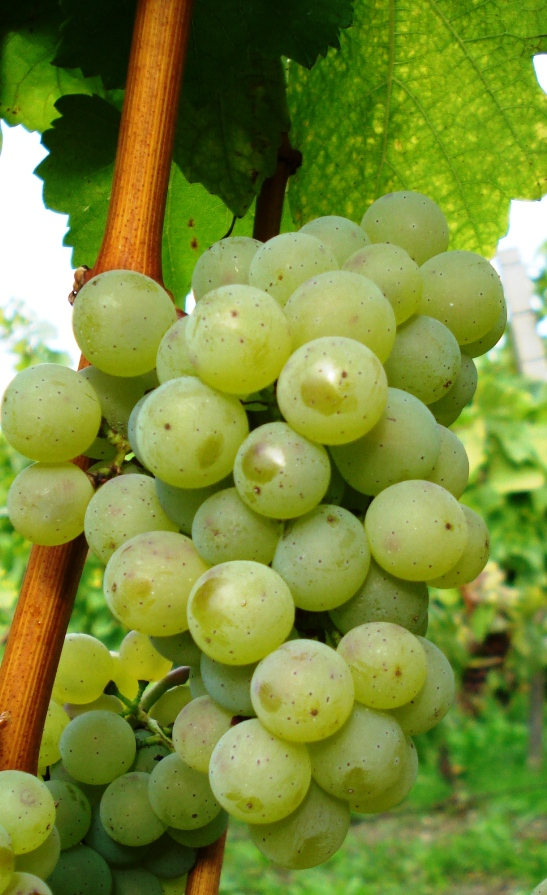
Silvanerdruvor i Franken.

Silvaner (på franska Sylvaner) är en grön vindruva som är en naturlig korsning av traminer och österreisch weiss. Den odlas främst i Tyskland (över 5000 hektar, varav 2350 i Rheinhessen och 1400 i Franken), Alsace (1450 hektar) och i Schweiz (250 hektar), där den kallas Johannisberg. Även i Italien och Österrike (som är druvans ursprungsland) förekommer odling, men knappat alls utanför Europa. Druvan är lättodlad och ger hög avkastning, och gör sig bäst på kalkhaltiga jordar. 
Viner gjorda på silvaner har en fruktighet som brukar beskrivas som päron och honungsmelon. Viner av hög kvalitet kan lagras, och får med tiden en unken ton av potatiskällare och nymald vitpeppar. 